# Myostatine

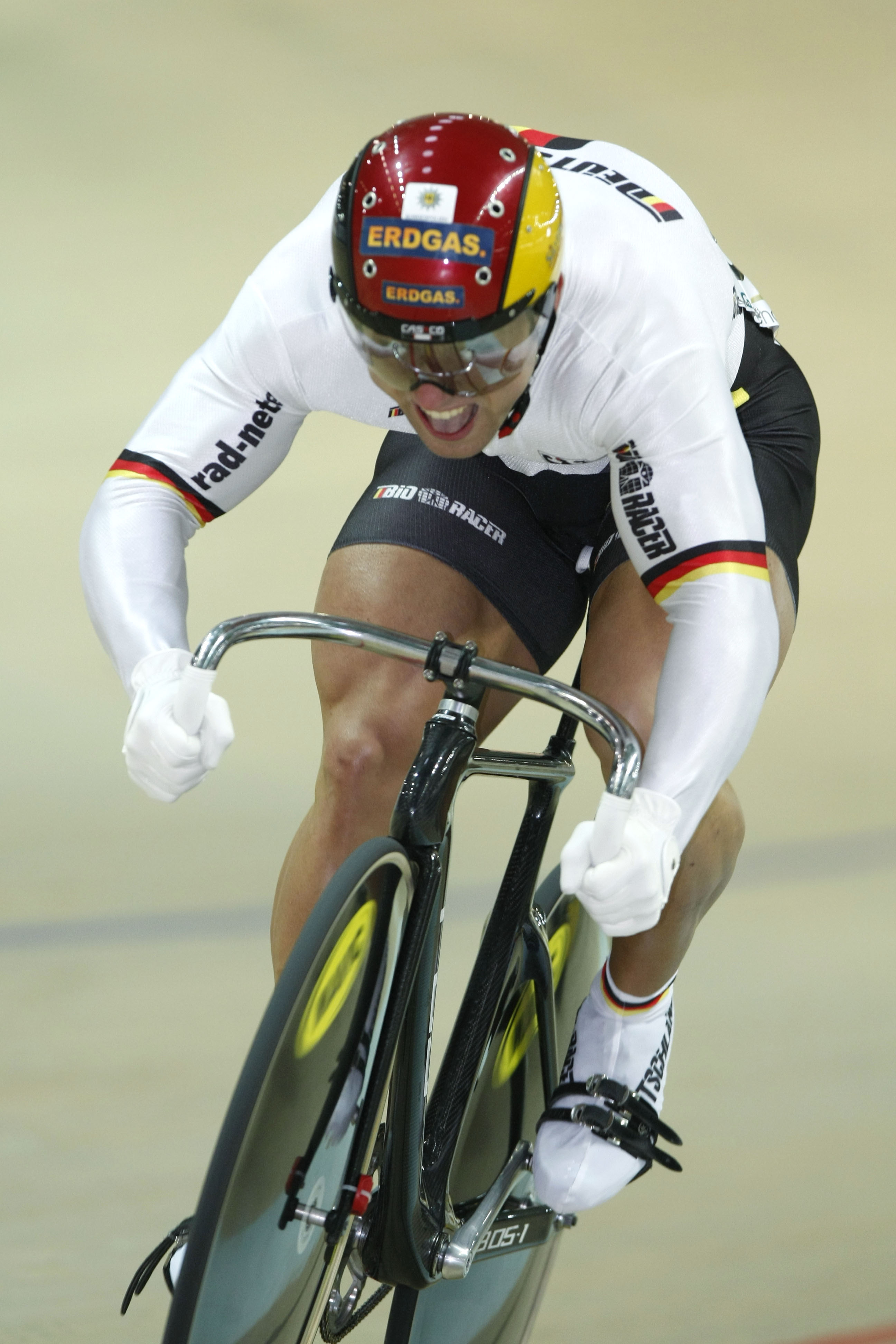
Le cycliste allemand Robert Förstemann déclare que la force physique accrue et l'hypertrophie de ses cuisses est du à une mutation génétique inhibant la myostatine.

La myostatine (anciennement connue sous le nom de Growth differentiation factor 8 (GDF 8)) est un facteur de croissance qui limite la croissance des tissus musculaires. Elle fait partie de la famille des TGF bêta-1. Son gène est le MSTN situé sur le chromosome 2 humain. 

## Action
Elle est exprimée dans les cellules musculaires striées du muscle squelettique.
Les organismes déficients en cette protéine présentent un aspect musculaire hypertrophié, à la manière des culturistes. Inversement, une surabondance de cette protéine provoque un retard du développement musculaire pouvant aller jusqu'à la cachexie dans un modèle animal.
L'entraînement physique peut faire baisser significativement le taux de cette  protéine, tant dans le muscle squelettique que dans le cœur. C'est le mécanisme qui permet la croissance musculaire.

## En médecine
Le muscle cardiaque contient un taux élevé de myostatine en cas d'insuffisance cardiaque.
L'inhibition de la myostatine est testée dans les maladies neuromusculaires pour favoriser la reconstruction des muscles,.

## En zootechnie

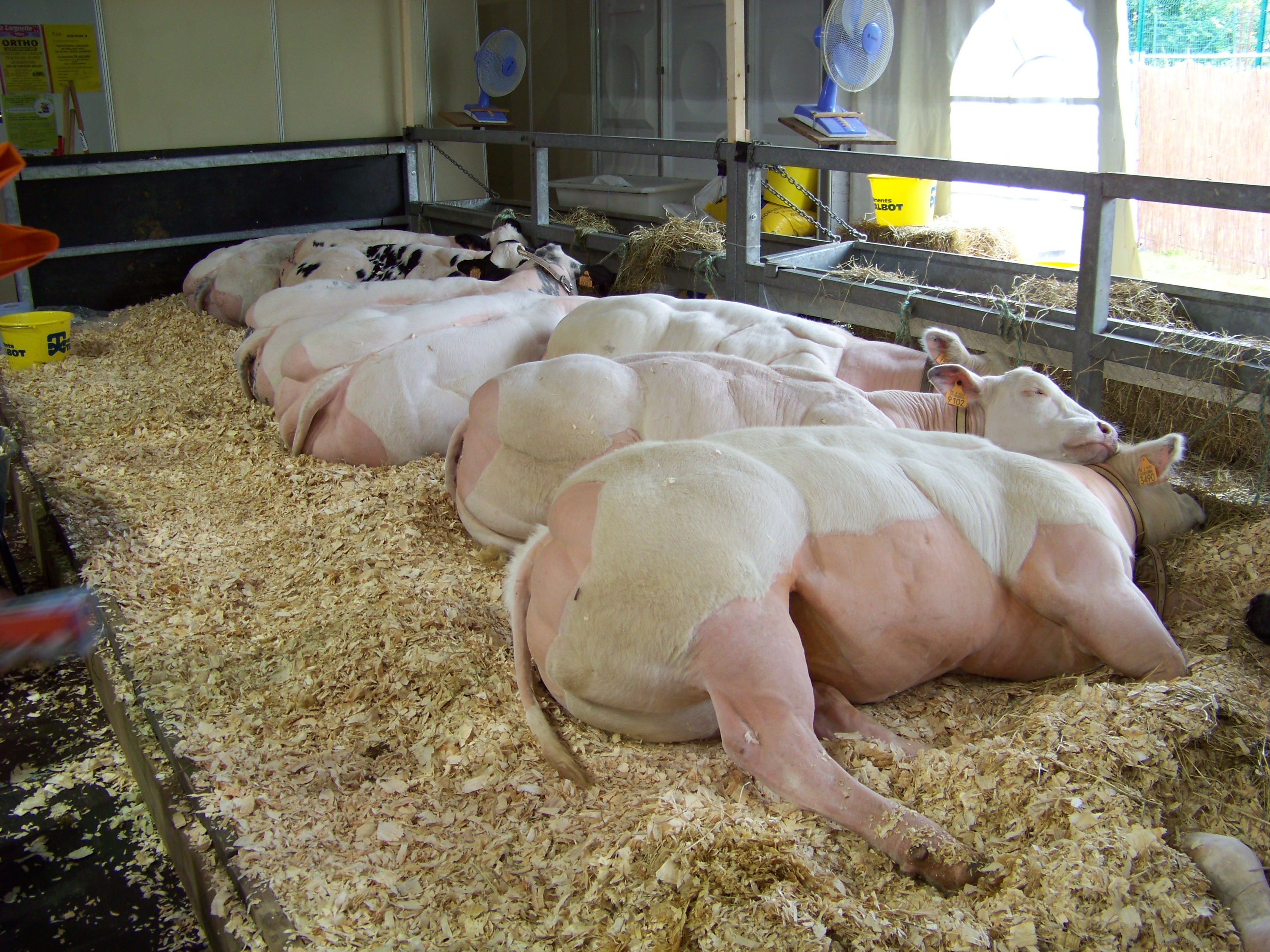
Le gène culard engendre une inactivité de la myostatine, entraînant une hypertrophie musculaire et une diminution du stockage des graisses.

Certains chercheurs ont étudié les mécanismes naturels de régulation de la croissance musculaire par les myostatines avec l'espoir de trouver un moyen de bloquer l'action de la myostatine, pour augmenter la masse musculaire (chez l'homme ou l'animal). Ces essais passent par l'inactivation du gène MSTN, responsable de la production de myostatine. De fait, certaines espèces, en particulier les bovins de la race Blanc bleu belge (ou Belgian blue) ainsi que la Piemontese ont ce gène inactivé, du fait d'une sélection classique. Des essais sont actuellement en cours pour parvenir au même résultat via l'ingénierie génétique, par exemple sur des porcs, en utilisant la technique TALEN d'édition de gènes .